# Marcel Amondji
Pour les articles homonymes, voir Anoma et Amondji.
Marcel Amondji, de son vrai nom Marcel Anoma, est un écrivain et historien de Côte d'Ivoire.
Né en 1934 à Anono, Marcel Amondji a passé toute son enfance à Bingerville.
L’un des premiers boursiers ivoiriens envoyés en France en 1946 — les fameux « chevaliers de l’Aventure » —, il y a fait toutes ses études secondaires et supérieures.
M. Amondji vit en France depuis 1961.
Marcel Amondji a été l’un des farouches opposants à la politique d’Houphouët-Boigny dès les premières heures de l’indépendance de la Côte d’Ivoire. Son opposition lui a valu une très longue vie d’exil en Algérie, puis en France. Très au fait de l’histoire et de l’actualité de son pays, depuis la France où il vit, Marcel Amondji est un écrivain qui a la stature d’un historien, même s’il n’évoque pas cet autre aspect de sa culture dans sa présentation.
Il meurt à Perpignan en 2021.

## Livres
- 1984 : Félix Houphouët et la Côte-d'Ivoire. L'envers d'une légende, paru aux Éditions Karthala.
- 1986 : Côte d'Ivoire : Le PDCI et la vie politique de 1944 à 1985, aux Éditions L'Harmattan.
- 1988 : Côte d'Ivoire : La dépendance et l'épreuve des faits, aux Éditions L'Harmattan.
- 1993 : L'Afrique noire au miroir de l'Occident, aux Éditions nouvelles du Sud (Ivry).
- 2007 : Sidjè ou La Marche des femmes sur la prison de Grand-Bassam, aux Éditions manuscrit.com.
- 2007 : Penser l'Afrique, ouvrage collectif, aux Éditions Le Temps des cerises/La Pensée.
- 2012 : Spicilège, aux Editions Anibwe.
- 2012 : De Climbié à Carnet de prison. Essai sur l'invention de la littérature ivoirienne, aux Editions Anibwe.
- 2016 : Souvenirs d'un enfant de Bingerville ou Brève histoire de mon entrée en francophonie, aux Editions Anibwe.
- 2016 : De Climbié à Carnet de prison, suivi de Les Dadié, de Gabriel à Bernard. Histoire d'une fidélité, aux Editions Anibwe.
- 2018 : Oiseaux savants et indigènes aphasiques. De l'africanisme en France comme une variété de négationnisme, aux Editions Anibwe.
- 2018 : La Mentalité primitive, faux pas philosophique ou imposture ? (Pour en finir avec Lucien Lévy-Bruhl), aux Editions Anibwe.